# Stade municipal de Marinha Grande
L'Estádio Municipal da Marinha Grande est un stade de football situé à Marinha Grande.

## Historique

### Origines
Le stade a été construit à la base pour les activités sportives de la ville de Marinha Grande. Le football est majoritaire, et l'Atlético Clube Marinhense en est le principal occupant en compagnie de l'União Desportiva de Leiria depuis 2011.

## Structure et équipement
Le stade est équipé d'une pelouse d'herbe. Il possède une tribune principale, et deux virages.

## Utilisation du stade

### Atlético Clube Marinhense
Le stade accueille chaque rencontres de l'Atlético Clube Marinhense. Le stade a vu accueillir de nombreuses équipes nationales, pendant le parcours du club en troisième et quatrième division principalement depuis 1992.
Ce stade est utilisé par l'équipe sénior.

### União Desportiva de Leiria
C'est la deuxième maison du club de Leiria, peu avant l'Euro 2004 le club se réfugie dans le stade de Marinha Grande, pour y disputer des rencontres du championnat du Portugal. De nombreuses équipes comme le Benfica, le FC Porto ou encore le Sporting sont venus y jouer sur ce terrain.
Depuis 2011, à la suite des difficultés financières que traverse le club à évoluer dans son fief à Leiria, le club se réfugie à Marinha Grande et dispute la saison 2011-12 dans l'Estádio Municipal da Marinha Grande, qui malheureusement ne peut sauver Leiria de la relégation. C'est dans ce stade que le club réalise un pari inédit dans le monde du football, en entamant la rencontre avec huit joueurs face à onze, mais le score est sans appel victoire du CD Feirense par quatre buts à zéro.

## Environnement et accès

### Accès au stade
Pour accéder au stade il existe différents trajets. Le stade se trouve dans le centre-ville de Marinha Grande sur l'Avenida Dr. José Vareda sur la nationale 242, à proximité de la Gare de Marinha Grande.
Longé à l'ouest par les plages, et le littoral de l'Océan Atlantique, le stade se trouve placé non loin de la capitale du district, Leiria. On aborde le stade par la nationale 242 qu'on peut attraper par le sud grâce à l'autoroute A8 par la sortie Marinha Grande-Sud. Du nord il n'existe pas de trajet importants, cependant par l'est de la ville on peut attraper l'autoroute A17 qui rejoint Figueira da Foz et Aveiro.
De l'est il existe la N242 et l'autoroute A8 pour rejoindre Leiria, afin de retrouver ainsi la nationale 1 et aussi l'autoroute A1.

### Urbanisme
Le stade est un modèle, des anciens stades portugais construits anciennement.